# Peruprion azucarense
Peruprion azucarense är en mångfotingart som beskrevs av Kraus 1959. Peruprion azucarense ingår i släktet Peruprion och familjen Chelodesmidae. Inga underarter finns listade i Catalogue of Life.